# 荒川区の町名

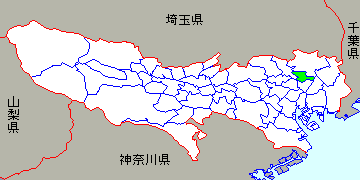
荒川区の位置

本項荒川区の町名（あらかわくのちょうめい）では、東京都荒川区に存在する、または過去に存在した町名を一覧化するとともに、明治時代初期以来の区内の町名の変遷について説明する。

## 荒川区の前史と行政区画の移り変わり
荒川区は、昭和7年（1932年）10月1日、従前の北豊島郡南千住町、三河島町、尾久町、日暮里町の区域をもって成立した（当時は東京市の区であった）。

### 区名の由来
区名の「荒川」は同名の河川に由来するが、現在の荒川区内には「荒川」という名の川は流れていない。当区と足立区の境を流れる川は、現在は「隅田川」が正式の名称であるが、かつてはこの川が荒川の本流であり、鐘ヶ淵の屈曲部付近を境にして、それより下流を「隅田川」、上流を「荒川」と呼称していた。近代に入り、水害防止のため、人工河川の荒川放水路が開削されたが、昭和40年（1965年）の政令により、この荒川放水路の方が正式に荒川の本流とされ、もとの荒川本流（北区の岩淵水門から河口まで）を「隅田川」と呼称することとなった。現在の荒川区内に「荒川」という名の川が存在しないのは、以上のような経緯による。

### 明治維新から東京市成立まで
以下、明治時代初期から荒川区成立までの行政区画の変遷について略述する。
現在の荒川区の区域は、かつては武蔵国豊島郡に属する近郊農村地域で、大部分は峡田領（はけたりょう）に属し、三ノ輪村、千束村、三河島村、町屋村、金杉村、上尾久村、下尾久村、船方村、新堀村（にっぽりむら、のち日暮里村と改称）、谷中本村などの村々が存在した。なお、「峡田」の地名は荒川区立の小学校の校名として残っている。このほか、奥州街道沿いの地域は早くから町地化し、小塚原町、中村町、通新町（とおりしんまち）、真正寺門前、橋場町地方（じかた）などの町があった。このうち小塚原町と中村町は、千住大橋を挟んで対岸の千住宿の加宿（宿場機能の一部を担った隣村）で、本来、峡田領（豊島郡）のうちであるが、淵江領（足立郡）の一部として扱われた。小塚原町と中村町は後に「千住宿南組」と改称された。
上掲の町村のうち、三河島村、町屋村、上尾久村、下尾久村、谷中本村、小塚原町、中村町、通新町、真正寺門前の全域、新堀村の大部分、三ノ輪村、千束村、金杉村、船方村、橋場町地方の各一部が現在の荒川区域に含まれる。このほか、三ノ輪町（下谷三ノ輪町）の飛地も現・荒川区のうちである。
明治維新以降、これらの町村は武蔵知県事の支配を経て、東京府（ただし千住宿南組は小菅県）に属した。その後、明治4年7月（1871年8月）の廃藩置県実施までの過渡期には複雑な変遷を経ている。
慶応4年7月17日（1868年9月3日）、「江戸ヲ称シテ東京ト為スノ詔書」が発せられ、それまでの「江戸」が「東京」に改称され、東京府が設置された。なお、慶応4年9月8日（1868年11月18日）に「明治」に改元している。現・荒川区の区域に存在した町村は、その大部分が東京府に編入された（明治元年11月・1868年12月）。千住宿南組と船方村は武蔵知県事の支配を経て、明治2年1月13日（1869年2月）に発足した小菅県に編入されたが、このうち船方村は同年4月に東京府へ移管された。
明治2年2月（1869年3月）、東京府では、町地と郷村部との境界線を定める朱引（しゅびき）が行われた。これは、皇居を中心とした市街地（江戸時代の町奉行支配地に相当）を朱引内とし、その外側を郷村とするもので、朱引内を50の区画に分けて、50番組（50区）が設定された。同年5月（1869年6月）、周囲の郷村部にも5つの組が設定され、これを地方（じかた）5番組と称した。後に荒川区となる区域は、このうち地方3・4番組に属した。明治4年6月（1871年7月）には朱引が見直されて、朱引内は44区、朱引外は25区（計69区）に区分された。後に荒川区となる区域は、このうち朱引外の第67〜69区に属した。
明治4年7月（1871年8月）、廃藩置県が実施された。同年11月（1872年1月）、従来の東京府、品川県、小菅県が廃止されて、新しい東京府が設置された。これに伴い、同年から翌年にかけて品川県と小菅県の町村が東京府に編入され、小菅県に属していた千住宿南組も東京府に編入されることとなった。同年11月（1872年1月）、府内は6大区・97小区に分けられた（いわゆる大区小区制）。明治7年（1874年）3月、区割りが見直され、あらためて11大区・103小区が設置された。後に荒川区となる区域は、大部分が第10大区第1小区に属し、地方橋場町は第10大区第3小区、千住宿南組は第10大区第4小区、船方村は第9大区第3小区にそれぞれ属していた。
その後、郡区町村編制法の施行に伴い、大区小区制は廃止され、明治11年（1878年）11月2日、東京府下に15区6郡（荏原、南豊島、北豊島、東多摩、南足立、南葛飾）が置かれた。後に荒川区となる区域は、大部分が北豊島郡に属したが、町地のうち下谷通新町、下谷真正寺町（もと真正寺門前）は下谷区の所属となった。
明治22年（1889年）、市制・町村制が施行され、東京市（15区からなる）が成立、府下の6郡は、既存の町村が整理統合されて85町村となった。85町村のうち北豊島郡に属していたのは19町村（のち大泉村が加わって20町村）で、このうち現在の荒川区の区域に該当するのは南千住町、三河島村、尾久村、日暮里村の1町3村である。三河島村は大正9年、尾久村は大正12年、日暮里村は大正2年にそれぞれ町制を施行した。

### 区成立以後
昭和7年（1932年）10月1日、東京市は周辺の5郡（荏原、北豊島、豊多摩、南足立、南葛飾）に属する82町村を編入し、いわゆる大東京市が成立した。なお、従前の6郡のうち、南豊島郡と東多摩郡が明治29年（1896年）に合併して豊多摩郡となっている。編入された82町村は20区に編成され、東京市は既存の15区と合わせ、35区から構成されることとなった。この時、北豊島郡の南千住町、三河島町、尾久町、日暮里町の4町の区域をもって荒川区が新設された。
昭和18年（1943年）7月1日、東京府と東京市が廃止されて、新たに東京都が設置された。この時、荒川区を含む35区は東京都直轄の区となった。昭和22年（1947年）3月15日、35区は22区に再編される。この時、荒川区の区域には変化はなかった。同年8月1日、板橋区から練馬区が分離して東京都の区部は23区となり、現在に至る。

## 新旧の地名

### 町村制施行前後
現・荒川区の区域は、明治22年（1889年）の、市制・町村制施行の時点では、北豊島郡南千住町、三河島村、尾久村、日暮里村に属していた。これら1町3村と、同年の町村合併前の旧町村との対応関係は次のとおりである。
南千住町
千住南組、三ノ輪村、千束村、三河島村、地方橋場町の各一部（以上北豊島郡）、下谷三ノ輪町の飛地、下谷通新町（以上もと下谷区）の区域をもって明治22年（1889年）に成立。旧町村名を引き継いだ千住南、三ノ輪、千束、三河島、地方橋場、下谷三ノ輪、下谷通新の7大字を編成した。
三河島村
町屋村の全域、千住南組、（旧）三河島村、三ノ輪村、金杉村の各一部の区域をもって明治22年（1889年）に成立。旧町村名を引き継いだ町屋、千住南、三河島、三ノ輪、金杉の5大字を編成した。
尾久村
下尾久村と上尾久村の全域、船方村の一部の区域をもって明治22年（1889年）に成立。旧町村名を引き継いだ下尾久、上尾久、船方の3大字を編成した。船方村はその大部分が王子村（現・北区）に編入された。なお、「尾久」の読みについては、荒川区の行政地名、小学校名等は「おぐ」であるが、JRの尾久駅は「おく」と読む。
日暮里村
谷中本村の全域、（旧）日暮里村、金杉村の各一部の区域をもって明治22年（1889年）に成立。旧町村名を引き継いだ谷中本、日暮里、金杉の3大字を編成した。日暮里村はかつては新堀村と称したが、明治10年（1877年）に表記を日暮里村に変更している。ただし、「日暮里」の表記は江戸期にも使用されていた。
なお、合併前の旧村のうち、複数の区町村に分割編入されたものの編入先は以下のとおりである。
- 三ノ輪村 - 南千住町、三河島村、下谷区三ノ輪町に編入
- 千束村 - 南千住町、浅草区、下谷区に編入
- （旧）三河島村 - （新）三河島村、南千住町に編入
- 金杉村 - 三河島村、日暮里村、下谷区に編入
- 船方村 - 大部分が王子村（現・北区）に編入され、一部が尾久村に編入
- 日暮里村 - 大部分が（新）日暮里村となり、一部が本郷区と下谷区に編入[3]

### 明治初期の町名変更
明治22年に南千住町に編入された町区域の大部分は、明治初期に改名・合併等を経ている。その概要は以下のとおりである。
- 千住南組 - 江戸期からの町名である小塚原町と中村町が明治2年（1869年）合併・改称して千住宿南組となる。さらに明治11年（1878年）千住南組に改称。明治22年（1889年）、大部分が南千住町に、一部が三河島村に編入された。
- 地方橋場町 - 江戸期からの町名（江戸期には橋場町地方と称した）。明治22年の町村制施行時に一部が下谷区（現・台東区）に編入された。
- 下谷三ノ輪町 - 三ノ輪町（三之輪町、三輪町とも）は、江戸期からの町名。明治3年（1870年）、下谷原宿町に改称。明治14年（1881年）、下谷三ノ輪町に復称。明治22年（1889年）、当町の飛地は南千住町に編入。飛地以外の区域は下谷区にとどまった。
- 下谷通新町 - 江戸期からの町名。明治12年（1879年）下谷真正寺町を編入。
- 下谷真正寺町 - 江戸期の真正寺門前を明治2年に改称。明治12年、下谷通新町に編入。

### 境界変更
昭和30年（1955年）に以下の境界変更が行われた。
- 尾久町七丁目に北区堀船町二丁目の一部を編入。
- 日暮里九丁目の一部を北区田端町に編入。

## 大字名・町名対照表
下表は町村制施行時（1889年）の南千住町、三河島村、尾久村、日暮里村の大字名と、荒川区成立時（1932年）の町名との対応関係を示したものである。
| 大字名（1889年現在） | 荒川区の町名（1932年現在） | 備考                                                      |
| -------------------- | -------------------------- | --------------------------------------------------------- |
| 南千住町千住南       | 南千住町1〜10のうち        | 1928・1929年に旧大字を改編                                |
| 南千住町三ノ輪       | 南千住町1・2               | 同上                                                      |
| 南千住町千束         | 南千住町2                  | 同上                                                      |
| 南千住町三河島       | 南千住町1・7               | 同上                                                      |
| 南千住町地方橋場     | 南千住町3・4・9・10        | 同上                                                      |
| 南千住町下谷三ノ輪   | 南千住町1〜10のうち        | 同上                                                      |
| 南千住町下谷通新     | 南千住町6                  | 同上                                                      |
| 三河島村町屋         | 町屋1〜3                   |                                                           |
| 三河島村千住南       | 三河島町1〜9のうち         |                                                           |
| 三河島村三河島       | 三河島町1〜9               |                                                           |
| 三河島村三ノ輪       | 三河島町1                  |                                                           |
| 三河島村金杉         | 三河島町1                  |                                                           |
| 尾久村下尾久         | 尾久町1〜10                |                                                           |
| 尾久村上尾久         | 尾久町1〜10                |                                                           |
| 尾久村船方           | 尾久町6・7                 |                                                           |
| 日暮里村谷中本       | 日暮里町5・6               |                                                           |
| 日暮里村日暮里       | 日暮里町7〜9、日暮里渡辺町 | 日暮里渡辺町は1934年、日暮里町9に編入                     |
| 日暮里村金杉         | 日暮里町1〜4               | 一部は1927年、旭町1〜3に変更し、1932年日暮里町2に再変更。 |

荒川区成立前後に成立・廃止された町名
- 南千住町一〜十丁目 - 区成立より前の昭和3・4年（1928・1929年）、当時の北豊島郡南千住町の大字・字を廃止して成立した10大字を、区成立時にその区域のまま「南千住町」を付して町名にした。
- 旭町一〜三丁目 - 昭和2年（1927年）、当時の北豊島郡日暮里町の大字名として成立（もとは大字金杉の一部）。昭和7年（1932年）の荒川区成立時にこの大字名は廃止され、日暮里町二丁目となる。現在の東日暮里三・四丁目あたり。
- 日暮里渡辺町 - 昭和7年（1932年）の荒川区成立時に旧日暮里町大字日暮里の一部をもって成立したが、2年後の昭和9年（1934年）にこの町名は廃止され、日暮里町九丁目に編入。現在の西日暮里四丁目一帯。

## 新旧町名対照表
荒川区では昭和38年（1963年）から順次区内の住居表示が実施され、昭和43年（1968年）3月をもって全域の住居表示実施が完了した。「住居表示に関する法律」は昭和37年（1962年）に公布・施行されたが、荒川区は同法の検討段階において、町名地番整理の実験都市とされた。このため、住居表示法施行直前の昭和36年（1961年）に荒川一〜八丁目、昭和37年（1962年）に町屋一〜八丁目が成立している。
- 荒川一〜八丁目 - 1961年町名地番整理実施。もとは三河島町1〜8、町屋1〜3の一部 1968年にあらためて住居表示実施
- 町屋一〜八丁目 - 1962年町名地番整理実施。もとは町屋1〜3、尾久町1・7・10、三河島町7〜9の一部 1963年にあらためて住居表示実施

以下は、住居表示実施以前（1960年現在）の町名と現行町名との対照表である。
| 町名（1960年現在） | 町成立直前の旧地名                           | 町の廃止年                       | 現町名                                                              | 備考                                          |
| ------------------ | -------------------------------------------- | -------------------------------- | ------------------------------------------------------------------- | --------------------------------------------- |
| 南千住町一〜十丁目 | 南千住町一〜十丁目                           | 1967年再編                       | 南千住1〜8、東日暮里1                                               |                                               |
| 三河島町一〜九丁目 | 三河島町千住南・三河島・三ノ輪村・金杉       | 1966年                           | 荒川1〜8、町屋1・3・8、東尾久1・2、東日暮里1・2・3・6、西日暮里1・6 |                                               |
| 町屋一〜三丁目     | 三河島町町屋                                 | 1962年再編                       | 町屋1〜8、東尾久2・3・6                                             | 旧2丁目の一部は1964年まで存続                 |
| 尾久町一〜十丁目   | 尾久町上尾久・下尾久・船方                   | 1966年（「尾久」の地名は残る）   | 東尾久1〜8、西尾久1〜8、町屋4〜7、西日暮里6                         |                                               |
| 日暮里町一〜九丁目 | 日暮里町日暮里・谷中本・金杉・旭町一〜三丁目 | 1966年（「日暮里」の地名は残る） | 東日暮里2〜6、西日暮里1〜6、東尾久1                                 | 旧9丁目の一部は1932年〜1934年まで日暮里渡辺町 |

## 現行行政地名
荒川区では全区で住居表示の実施が完了している。以下は住居表示実施後の町名と、当該住居表示実施直前の旧町名の一覧である。旧町名の後に「（全）」と注記したもの以外は当該旧町域の一部である。
| 町名           | 町名読み       | 住居表示実施年月日 | 住居表示実施直前町名                                          | 備考                                                                                                |
| -------------- | -------------- | ------------------ | ------------------------------------------------------------- | --------------------------------------------------------------------------------------------------- |
| 荒川一丁目     | あらかわ       | 1968年3月1日       | 荒川1〜8（全）                                                | 町名成立は1961年、直前は三河島町2（全）、三河島町1・3〜9、（旧）町屋1・2                            |
| 荒川二丁目     | あらかわ       | 1968年3月1日       | 荒川1〜8（全）                                                | 町名成立は1961年、直前は三河島町2（全）、三河島町1・3〜9、（旧）町屋1・2                            |
| 荒川三丁目     | あらかわ       | 1968年3月1日       | 荒川1〜8（全）                                                | 町名成立は1961年、直前は三河島町2（全）、三河島町1・3〜9、（旧）町屋1・2                            |
| 荒川四丁目     | あらかわ       | 1968年3月1日       | 荒川1〜8（全）                                                | 町名成立は1961年、直前は三河島町2（全）、三河島町1・3〜9、（旧）町屋1・2                            |
| 荒川五丁目     | あらかわ       | 1968年3月1日       | 荒川1〜8（全）                                                | 町名成立は1961年、直前は三河島町2（全）、三河島町1・3〜9、（旧）町屋1・2                            |
| 荒川六丁目     | あらかわ       | 1968年3月1日       | 荒川1〜8（全）                                                | 町名成立は1961年、直前は三河島町2（全）、三河島町1・3〜9、（旧）町屋1・2                            |
| 荒川七丁目     | あらかわ       | 1968年3月1日       | 荒川1〜8（全）                                                | 町名成立は1961年、直前は三河島町2（全）、三河島町1・3〜9、（旧）町屋1・2                            |
| 荒川八丁目     | あらかわ       | 1968年3月1日       | 荒川1〜8（全）                                                | 町名成立は1961年、直前は三河島町2（全）、三河島町1・3〜9、（旧）町屋1・2                            |
| 西尾久一丁目   | にしおぐ       | 1964年7月1日       | 尾久町5〜7（全）、尾久町3・4・8                               | |
| 西尾久二丁目   | にしおぐ       | 1964年7月1日       | 尾久町5〜7（全）、尾久町3・4・8                               | |
| 西尾久三丁目   | にしおぐ       | 1964年7月1日       | 尾久町5〜7（全）、尾久町3・4・8                               | |
| 西尾久四丁目   | にしおぐ       | 1964年7月1日       | 尾久町5〜7（全）、尾久町3・4・8                               | |
| 西尾久五丁目   | にしおぐ       | 1964年7月1日       | 尾久町5〜7（全）、尾久町3・4・8                               | |
| 西尾久六丁目   | にしおぐ       | 1964年7月1日       | 尾久町5〜7（全）、尾久町3・4・8                               | |
| 西尾久七丁目   | にしおぐ       | 1964年7月1日       | 尾久町5〜7（全）、尾久町3・4・8                               | |
| 西尾久八丁目   | にしおぐ       | 1964年7月1日       | 尾久町5〜7（全）、尾久町3・4・8                               | |
| 西日暮里一丁目 | にしにっぽり   | 1963年3月1日       | 日暮里町6・8・9（全）、日暮里町4・5・7、三河島町4〜6、尾久町2 | |
| 西日暮里二丁目 | にしにっぽり   | 1963年3月1日       | 日暮里町6・8・9（全）、日暮里町4・5・7、三河島町4〜6、尾久町2 | |
| 西日暮里三丁目 | にしにっぽり   | 1963年3月1日       | 日暮里町6・8・9（全）、日暮里町4・5・7、三河島町4〜6、尾久町2 | |
| 西日暮里四丁目 | にしにっぽり   | 1963年3月1日       | 日暮里町6・8・9（全）、日暮里町4・5・7、三河島町4〜6、尾久町2 | |
| 西日暮里五丁目 | にしにっぽり   | 1963年3月1日       | 日暮里町6・8・9（全）、日暮里町4・5・7、三河島町4〜6、尾久町2 | |
| 西日暮里六丁目 | にしにっぽり   | 1963年3月1日       | 日暮里町6・8・9（全）、日暮里町4・5・7、三河島町4〜6、尾久町2 | |
| 東尾久一丁目   | ひがしおぐ     | 1964年7月1日       | 尾久町1〜4・8〜10、三河島町6、日暮里町7、町屋2                | |
| 東尾久二丁目   | ひがしおぐ     | 1964年7月1日       | 尾久町1〜4・8〜10、三河島町6、日暮里町7、町屋2                | |
| 東尾久三丁目   | ひがしおぐ     | 1964年7月1日       | 尾久町1〜4・8〜10、三河島町6、日暮里町7、町屋2                | |
| 東尾久四丁目   | ひがしおぐ     | 1964年7月1日       | 尾久町1〜4・8〜10、三河島町6、日暮里町7、町屋2                | |
| 東尾久五丁目   | ひがしおぐ     | 1964年7月1日       | 尾久町1〜4・8〜10、三河島町6、日暮里町7、町屋2                | |
| 東尾久六丁目   | ひがしおぐ     | 1964年7月1日       | 尾久町1〜4・8〜10、三河島町6、日暮里町7、町屋2                | |
| 東尾久七丁目   | ひがしおぐ     | 1964年7月1日       | 尾久町1〜4・8〜10、三河島町6、日暮里町7、町屋2                | |
| 東尾久八丁目   | ひがしおぐ     | 1964年7月1日       | 尾久町1〜4・8〜10、三河島町6、日暮里町7、町屋2                | |
| 東日暮里一丁目 | ひがしにっぽり | 1963年3月1日       | 日暮里町1〜3（全）、日暮里町4・5、南千住町1、三河島町1・3・4  | |
| 東日暮里二丁目 | ひがしにっぽり | 1963年3月1日       | 日暮里町1〜3（全）、日暮里町4・5、南千住町1、三河島町1・3・4  | |
| 東日暮里三丁目 | ひがしにっぽり | 1963年3月1日       | 日暮里町1〜3（全）、日暮里町4・5、南千住町1、三河島町1・3・4  | |
| 東日暮里四丁目 | ひがしにっぽり | 1963年3月1日       | 日暮里町1〜3（全）、日暮里町4・5、南千住町1、三河島町1・3・4  | |
| 東日暮里五丁目 | ひがしにっぽり | 1963年3月1日       | 日暮里町1〜3（全）、日暮里町4・5、南千住町1、三河島町1・3・4  | |
| 東日暮里六丁目 | ひがしにっぽり | 1963年3月1日       | 日暮里町1〜3（全）、日暮里町4・5、南千住町1、三河島町1・3・4  | |
| 町屋一丁目     | まちや         | 1963年6月1日       | 町屋1〜8（全）                                                | 町屋一〜八丁目の成立は1962年、直前は（旧）町屋3（全）、（旧）町屋1・2、三河島町7〜9、尾久町1・9・10 |
| 町屋二丁目     | まちや         | 1963年6月1日       | 町屋1〜8（全）                                                | 町屋一〜八丁目の成立は1962年、直前は（旧）町屋3（全）、（旧）町屋1・2、三河島町7〜9、尾久町1・9・10 |
| 町屋三丁目     | まちや         | 1963年6月1日       | 町屋1〜8（全）                                                | 町屋一〜八丁目の成立は1962年、直前は（旧）町屋3（全）、（旧）町屋1・2、三河島町7〜9、尾久町1・9・10 |
| 町屋四丁目     | まちや         | 1963年6月1日       | 町屋1〜8（全）                                                | 町屋一〜八丁目の成立は1962年、直前は（旧）町屋3（全）、（旧）町屋1・2、三河島町7〜9、尾久町1・9・10 |
| 町屋五丁目     | まちや         | 1963年6月1日       | 町屋1〜8（全）                                                | 町屋一〜八丁目の成立は1962年、直前は（旧）町屋3（全）、（旧）町屋1・2、三河島町7〜9、尾久町1・9・10 |
| 町屋六丁目     | まちや         | 1963年6月1日       | 町屋1〜8（全）                                                | 町屋一〜八丁目の成立は1962年、直前は（旧）町屋3（全）、（旧）町屋1・2、三河島町7〜9、尾久町1・9・10 |
| 町屋七丁目     | まちや         | 1963年6月1日       | 町屋1〜8（全）                                                | 町屋一〜八丁目の成立は1962年、直前は（旧）町屋3（全）、（旧）町屋1・2、三河島町7〜9、尾久町1・9・10 |
| 町屋八丁目     | まちや         | 1963年6月1日       | 町屋1〜8（全）                                                | 町屋一〜八丁目の成立は1962年、直前は（旧）町屋3（全）、（旧）町屋1・2、三河島町7〜9、尾久町1・9・10 |
| 南千住一丁目   | みなみせんじゅ | 1967年5月1日       | 南千住町2〜10（全）、南千住町1                                | |
| 南千住二丁目   | みなみせんじゅ | 1967年5月1日       | 南千住町2〜10（全）、南千住町1                                | |
| 南千住三丁目   | みなみせんじゅ | 1967年5月1日       | 南千住町2〜10（全）、南千住町1                                | |
| 南千住四丁目   | みなみせんじゅ | 1967年5月1日       | 南千住町2〜10（全）、南千住町1                                | |
| 南千住五丁目   | みなみせんじゅ | 1967年5月1日       | 南千住町2〜10（全）、南千住町1                                | |
| 南千住六丁目   | みなみせんじゅ | 1967年5月1日       | 南千住町2〜10（全）、南千住町1                                | |
| 南千住七丁目   | みなみせんじゅ | 1967年5月1日       | 南千住町2〜10（全）、南千住町1                                | |
| 南千住八丁目   | みなみせんじゅ | 1967年5月1日       | 南千住町2〜10（全）、南千住町1                                | |